# Robert Warzycha
Robert Warzycha (n. Siemkowice, Polonia, 20 de agosto de 1963) y es un exfutbolista y actual entrenador polaco. Se desempeñó jugando de mediocampista y militó en diversos clubes de Polonia, Hungría, Inglaterra y Estados Unidos. Actualmente se desempeña como entrenador en el ? de la ? de ? (equipo donde estuvo anteriormente como jugador).

## Clubes (Como jugador)
| Club             | País           | Año         |
| ---------------- | -------------- | ----------- |
| Górnik Wałbrzych | Polonia        | 1985 - 1987 |
| Górnik Zabrze    | Polonia        | 1987 - 1991 |
| Everton          | Inglaterra     | 1991 - 1994 |
| Pécsi Mecsek     | Hungría        | 1994 - 1995 |
| Budapest Honvéd  | Hungría        | 1995 - 1996 |
| Columbus Crew    | Estados Unidos | 1996 - 2002 |

## Clubes (Como entrenador)
| Club                                | País           | Año         |
| ----------------------------------- | -------------- | ----------- |
| Columbus Crew (Ayudante Técnico)    | Estados Unidos | 2003 - 2005 |
| Columbus Crew (Entrenador Interino) | Estados Unidos | 2005        |
| Columbus Crew (Ayudante Técnico)    | Estados Unidos | 2006 - 2008 |
| Columbus Crew (Entrenador Titular)  | Estados Unidos | 2009 - 2013 |
| Górnik Zabrze                       | Polonia        | 2014 - 2015 |

## Vida personal
Robert es el padre del futbolista profesional polaco Konrad Warzycha, que actualmente está sin club.

## Selección nacional
Ha sido internacional con la Selección de fútbol de Polonia; donde jugó 47 partidos internacionales y anotó 7 goles, por dicho seleccionado entre 1987 y 1993.